# Хлопсові
Хлопсові (Chlopsidae) або несправжні мурени — родина морських риб ряду вугроподібних (Anguilliformes).
Поширені в тропічній та субтропічній зоні Атлантичного, Індійського та Тихого океанів.
Діагностичними ознаками є незрощені лобові кістки, зменшені зяброві дуги, зяброві отвори невеликі, округлі, розташовані збоку, пори бічної лінії знаходяться лише на голові та біля зябер, а на тілі відсутні, задня ніздря посунута до черева. Луски відсутні, хребців зазвичай 100—150, у частини видів відсутні грудні плавці.
Ікра пелагічна. Лептоцефали (личинки) можуть згортатися.
Родина включає 8 родів із 25 видами:
- Рід Boehlkenchelys  Tighe, 1992
  - Boehlkenchelys longidentata  Tighe, 1992
- Рід Catesbya  Böhlke & Smith, 1968
  - Catesbya pseudomuraena  Böhlke & Smith, 1968
- Рід Chilorhinus  Lütken, 1852
  - Chilorhinus platyrhynchus  (Norman, 1922)
  - Chilorhinus suensonii  Lütken, 1852
- Рід Chlopsis  Rafinesque, 1810
  - Chlopsis apterus  (Beebe & Tee-Van, 1938)
  - Chlopsis bicollaris  (Myers & Wade, 1941)
  - Chlopsis bicolor  Rafinesque, 1810
  - Chlopsis bidentatus  Tighe & McCosker, 2003
  - Chlopsis dentatus  (Seale, 1917)
  - Chlopsis kazuko  Lavenberg, 1988
  - Chlopsis longidens  (Garman, 1899)
  - Chlopsis nanhaiensis  Tighe, Ho, Pogonoski & Hibino, 2015
  - Chlopsis olokun  (Robins & Robins, 1966)
  - Chlopsis orientalis  Tighe, Hibino & Nguyen, 2015
  - Chlopsis sagmacollaris  Pogonoski & Tighe, 2015
  - Chlopsis slusserorum  Tighe & McCosker, 2003
- Рід Kaupichthys  Schultz, 1943
  - Kaupichthys atronasus  Schultz, 1953
  - Kaupichthys brachychirus  Schultz, 1953
  - Kaupichthys diodontus  Schultz, 1943
  - Kaupichthys hyoproroides  (Strömman, 1896)
  - Kaupichthys japonicus  Matsubara & Asano, 1960
  - Kaupichthys nuchalis  Böhlke, 1967
- Рід Powellichthys  Smith, 1966
  - Powellichthys ventriosus  Smith, 1966
- Рід Robinsia  Böhlke & Smith, 1967
  - Robinsia catherinae  Böhlke & Smith, 1967
- Рід Xenoconger  Regan, 1912
  - Xenoconger fryeri  Regan, 1912